# James Hamilton (1er Lord Hamilton)
Pour les articles homonymes, voir James Hamilton et Hamilton.
James Hamilton, 1er Lord Hamilton né vers 1415 au château de Cadzow dans le South Lanarkshire et mort le 6 novembre 1479, était un noble écossais, fils de James Hamilton de Cadzow, 5e Laird de Cadzow.

## Le clan Douglas
Il est intimement lié au clan des Douglas par sa mère, mais aussi par son mariage en 1439 (ou 1440) avec Lady Euphemia Graham, la jeune veuve d'Archibald Douglas, 5e comte de Douglas, et fille de Euphemia Stewart, comtesse de Strathearn. Hamilton devient ainsi le beau-père de William Douglas qui sera assassiné avec son frère David au fameux dîner noir du château d'Édimbourg en novembre 1440. Il est par la même occasion le beau-père de Margaret Douglas.
Hamilton est certainement présent au moment de l'assassinat du comte de Douglas en 1452 au château de Stirling. De même qu'il accompagne le mois suivant le 9e comte Douglas
 alors que Jacques III ravage les terres des Douglas et d'Hamilton dans le Clydesdale. Un accord est finalement conclu entre la faction Douglas et le roi en août 1452.

## Siège d'Abercorn et chute de Douglas le Noir
En mars 1455 le roi Jacques III reprend la lutte contre les Douglas, pille leurs propriétés et brûle leurs récoltes. Les terres de Hamilton, partisan des Douglas, sont également dévastées. Le roi assiège puissante forteresse du château d'Abercorn. C'est alors que, à la suite de dissensions entre Douglas et Hamilton, ce dernier lui retire son soutien et prend le parti royal.
Douglas s'enfuit en Angleterre, son château d'Abercorn est rasé et deux de ses frères meurent à la bataille d'Arkinholm. Le château de Threave tombe à son tour; Douglas est proscrit, tout son énorme patrimoine confisqué.

## Faveur royale
Après l'effondrement de la rébellion Douglas, Hamilton est resté consigné peu de temps au château de Roslin (Midlothian). En récompense de son ralliement, Hamilton est nommé shérif de Lanark et reçoit quelques-unes des terres confisquées aux Douglas. Le clan Douglas passe sous la coupe de George Douglas (4e comte d'Angus), chef de la branche des Douglas rouge et partisan du roi.

## Mariage et descendance
Hamilton épouse en premières noces, Lady Euphemia Graham, fille de Patrick Graham, comte de Strathearn et de Euphemia Stewart, comtesse de Strathearn. Euphemia Graham était veuve d'Archibald Douglas (5e comte de Douglas).
Ils ont eu une fille: Elizabeth Hamilton (vers 1442 -vers 1517), qui épousa David Lindsay, 1er duc de Montrose
Il s'est marié en secondes noces avec la princesse Mary Stewart d'Écosse, fille de Jacques II d'Ecosse, et veuve de Thomas Boyd, comte d'Arran.
Le couple eut trois enfants:
- Elizabeth Stewart - mariée à Matthew Stewart, 2e comte de Lennox. Ses descendants incluent Jacques VI d'Écosse et Ier d'Angleterre.
- James Hamilton, 1er comte d'Arran
- Robert (mort en 1543)

### Source
- (en) Cet article est partiellement ou en totalité issu de l’article de Wikipédia en anglais intitulé « James Hamilton, 1st Lord Hamilton » (voir la liste des auteurs).